# ابن سريج
أبو العباس أحمد بن عمر بن سُريج البغدادي، القاضي الشافعي، إمام الشافعية في عصره، ولد سنة 249 هـ في بغداد، وتوفي فيها 306 هـ، ولحق أصحاب سفيان بن عيينة، ووكيع، درس الفقه علي يد أبى القاسم الأنماطي الشافعي، صاحب المزني.

## علمه بالحديث

### من سمع الحديث منهم
سمع من: الحسن بن محمد الزعفراني تلميذ الشافعي، ومن علي بن إشكاب، وأحمد بن منصور الرمادي، وعباس بن محمد الدوري، وأبي يحيى محمد بن سعيد بن غالب العطار، وعباس بن عبد الله الترقفي، وأبي داود السجستاني، ومحمد بن عبد الملك الدقيقي، والحسن بن مكرم، وحمدان بن علي الوراق، ومحمد بن عمران الصائغ، وأبي عوف البزوري، وعبيد بن شريك البزار.

### ممن حدثوا عنه
حدث عنه: أبو القاسم الطبراني، وأبو الوليد حسان بن محمد الفقيه، وأبو أحمد بن الغطريف الجرجاني.

### روايته للحديث
- حدثنا أبو العباس بن سريج:[5] «حدثنا علي بن إشكاب ، حدثنا أبو بدر ; حدثنا عمر بن ذر ، حدثنا أبو الرصافة الباهلي من أهل الشام : أن أبا أمامة حدث عن رسول الله قال : ما من امرئ تحضره صلاة مكتوبة فيتوضأ عندها ، فيحسن الوضوء ، ثم يصلي فيحسن الصلاة إلا غفر الله له بها ما كان بينها وبين الصلاة التي كانت قبلها من ذنوبه.»
- حدثنا ابن سريج:[6] «حدثنا الزعفراني ، حدثنا وكيع ، حدثنا الثوري ، عن ربيعة الرأي ، عن يزيد مولى المنبعث ، عن زيد بن خالد ، قال : سئل رسول الله ﷺ عن اللقطة ؟ فقال : عرفها سنة ، فإن جاء صاحبها وإلا فاستنفقها»

## ممن أثنوا عليه
- قال أبو إسحاق الشيرازي:[7] «كان يقال لابن سريج : الباز الأشهب . ولي القضاء بشيراز ، وكان يفضل على جميع أصحاب الشافعي ، حتى على المزني ، وإن فهرست كتبه كان يشتمل على أربع مائة مصنف .»
- يقول أبو حامد الإسفراييني:[4] «نحن نجري مع أبي العباس في ظواهر الفقه دون دقائقه تفقه على أبى القاسم الأنماطي ، وأخذ عنه خلق ، ومنه انتشر المذهب .»
- قال الحسين بن الفتح: «كان ببغداد جمع للقضاة والمعدلين والفقهاء وقاموا ليمضوا إلى موضع فاتفقوا على أن يتقدمهم أبو العباس بن سريج، ومنهم من هو في سن أبيه»[8]
- ذكره السيوطي في كتاب التنبئة بمن يبعث الله على رأس كل مائة أنه من مجددي القرن الثالث الهجري.
- قال الفيروزبادي في القاموس المحيط "وأبو العَبَّاسِ أحمدُ بنُ عُمَرَ بنِ سُرَيْجٍ عالِمُ العِراقِ".[9]

## من أخباره
- قال أبا العباس بن سريج : «رأيت كأنما مطرنا كبريتا أحمر ، فملأت أكمامي وحجري ، فعُبِرَ لي : أن أرزق علما عزيزا كعزة الكبريت الأحمر .» [4]
- قال ابن سريج: «قل ما رأيت من المتفقهة من اشتغل بالكلام فأفلح ، يفوته الفقه ولا يصل إلى معرفة الكلام .» [4]
- قال ابن سريج: «يؤتى يوم القيامة بالشافعي وقد تعلق المزني يقول: رب هذا قد أفسد علومي. فأقول أنا: مهلا، بأبي إبراهيم فإني لم أزل في إصلاح ما أفسد»[10]
- قال الحاكم سمعت حسان بن محمد يقول: كنا في مجلس ابن سريج سنة 303 هـ، فقام إليه شيخ من أهل العلم فقال: أبشر أيها القاضي، فإن الله يبعث على رأس كل مائة سنة من يجدد أمر دينها وإن الله تعالى بعث على رأس المائة عمر بن عبد العزيز، وبعث على رأس المائتين محمد بن إدريس الشافعي، وبعثك على رأس الثلاثمائة، ثم أنشأ يقول:

قال: فصاح أبو العباس ، وبكى، وقال: لقد نعى إلي نفسي. قال حسان الفقيه: فمات القاضي أبو العباس تلك السنة.

### أشعاره
من أشعاره  شعره في الرد على أبي بكر محمد بن داود الظاهري:
وشعره في مختصر المزني:

## مصنفاته
مصنفات كثيرة حتى قيل أنها بلغت أربعمائة مصنف. إلا أن المشهور من هذه المصنفات:
| - الرد على ابن داود في إبطال القياس. - التقريب بين المزني والشافعي. - الرد على محمد بن الحسن الشيباني. - مختصر في الفقه. - الرد على عيسى بن أبان. - جواب القاشاني. | - الانتصار. - الغنية في فروع الشافعية. - البيان عن أصول الأحكام. - الفروق في الفروع. - الودائع لمنصوص الشرائع. - كتاب العين والدين في الوصايا. |

## وفاته
توفي في بغداد في جمادى الأولى سنة 306 هـ عن سبع وخمسين سنة وستة أشهر، ودفن بحجرة سويقة غالب ، وقيل يوم الأثنين 25 ربيع الأول.

## المسألة السريجية
ينسب إلى ابن سريج ما يسمى بالمسألة السريجية أو مسألة الدور في الطلاق ومفادها:«أن يقول: الزوج لزوجته: «كلما أو إن وقع عليك طلاقي فأنت طالق قبله ثلاث». ثم يقول: «أنه طالق». قال ابن سريج: «لا يقع شيء للدور».»
ونفي البعض علاقتة بالفتوى فقال أبي شجاع أن ابن الصباغ قال: «وددت لو محيت هذه وابن سريج برئ مما ينسب إليه فيها.»